# Paul Raymond (danseur)
Pour les articles homonymes, voir Paul Raymond et Raymond.
Félix Auguste Portalier, dit Paul Raymond, né à Paris 2e le 5 mai 1871 et mort à Pléneuf-Val-André (Côtes-du-Nord) le 25 mai 1949, est un danseur, théoricien de la danse et pédagogue français.

## Biographie
D'une famille de négociants, Félix Auguste Portalier est le fils de Charles François Joseph Portalier, représentant de commerce, et de Jeannette Pernette.
Après des études de droit à Paris, il s'engage au Théâtre national de l'opéra en 1895 et devient premier sujet mime en 1897,. Ses premiers professeurs furent Joseph Hansen et Rosita Mauri. Il intervient dans de nombreux opéras, notamment Sylvia dans le rôle d'Orion aux côtés de Carlotta Zambelli et Albert Aveline, Giselle dans le rôle d'Hilarion, Coppélia dans le rôle de Coppélius, La Fête chez Thérèse dans le rôle de Théodore.
Parallèlement à sa carrière à l'Opéra, il ouvre une académie de danse au 98, rue Pierre-Demours à Paris. Il est par ailleurs président fondateur en 1919 de l'Union des professeurs de danse et d'éducation physique de France.
D'un mariage de courte durée avec Marie Georgette Descamps-Payen (1905-1911), fille adoptive de l'épouse d'Hippolyte Auguste Marinoni, naquit en 1906 une fille, Suzanne Portalier, épouse d'Ernest de Guignard de Germond-Prévost de Sansac de La Vauzelle puis de Max Percepied, directeur d'hôtel et de golf.

## Publications
- Principes de la danse théâtrale, 1925, réédition 2012[8].
- Gavotte-boston, nouvelle danse de salon de Louis Balleron, avec théorie du professeur Paul Raymond[9].
- Pas de deux : Two step dance sur “Tourist March” de Louis Balleron avec théorie nouvelle du professeur Paul Raymond[10].

Il contribue à la rédaction du Bulletin de l'Union des professeurs de dans et d'éducation physique.

## Distinction
Il fut décoré chevalier de l'ordre national de la Légion d'honneur sous le nom de Félix Portalier en 1933.